# Степний (Локтівський район)
Степни́й (рос. Степной) — селище у складі Локтівського району Алтайського краю, Росія. Входить до складу Кіровської сільської ради.

## Населення
Населення — 1 особа (2010; 13 у 2002).
Національний склад (станом на 2002 рік):
- росіяни — 100 %